# Матев, Павел
Павел Христов Матев (6 декабря 1924 года, Оризово, Царство Болгария — 4 февраля 2006 года, София, Болгария) — болгарский поэт, писатель, общественный и политический деятель (депутат, председатель Комитета культуры и искусства).

## Биография
Родился 6 декабря 1924 года в селе Оризово, Чирпан. Его отец был скрипачом-самоучкой, который знал тысячи народных песен, но рано умер. Его мать была сельскохозяйственным работником. Он окончил среднюю школу в Чирпане в 1938 году и факультет славянской филологии в Софийском университете в 1949 году.
Его публичная карьера впечатляет:
- Работал в Комитете по науке, искусству и культуре (1949-1951);
- Редактор в Кинематографическом комитете (1951-1956);
- Заместитель главного редактора журнала «Пламя» (1956 - 1958, 1964 - 1965);
- Главный редактор журнала «Сентябрь» (1964-1966);
- Председатель Комитета по культуре и искусству (1966-1975)[2];
- Президент Союза болгарских писателей (1989-1990)[3]

Занимал высшие должности в отделе искусства и культуры Центрального комитета Болгарской коммунистической партии, Комитета болгар за рубежом, Союза болгарских писателей. Один из любимых лириков нескольких поколений болгар. Он публикуется с 1946 года. Ряд его стихов становится лирикой песен поп-музыки.
Умер 4 февраля 2006 года от болезни на 82-м году жизни.

## Другие книги
П. Матев «Честь и дух». Захарий Стоянов. 2007 (издана посмертно)